# زبيدي أبيض
الزبيدي الأبيض (الاسم العلمي: Pampus) هو جنس من الأسماك يتبع فصيلة الأسماك الزبيدية من رتبة الفرخيات.

## أنواع الزبيدي الأبيض
- زبيدي فضي
- زبيدي صيني
- زبيدي شوكي البطن
- زبيدي صغير
- زبيدي منقط